# NBA Playoffs 1975
Gli NBA Playoffs 1975 si conclusero con la vittoria dei Golden State Warriors (campioni della Western conference) che sconfissero i campioni della Eastern Conference, i Washington Bullets. Da questa edizione, la partecipazione venne estesa a 10 squadre.

## Squadre qualificate

### Eastern Conference
1. Boston Celtics
2. Washington Bullets
3. Buffalo Braves
4. Houston Rockets
5. N.Y. Knicks

### Western Conference
1. G.S. Warriors
2. Chicago Bulls
3. K.C. Kings
4. Seattle S.Sonics
5. Detroit Pistons

## Tabellone
|  | Primo turno        | Primo turno      | Primo turno          |                      |   | Semifinali di Conference | Semifinali di Conference | Semifinali di Conference |  |   | Finali di Conference | Finali di Conference | Finali di Conference |   |  | NBA Finali NBA | NBA Finali NBA | NBA Finali NBA |
|  |                    |                  |                      |                      |   |                          |                          |                          |  |   |                      |                      |                      |   |  |                |                |                |
|  |                    |                  |                      |                      |   |                          |                          |                          |  |   |                      |                      |                      |   |  |                |                |                |
|  |                    | 1                | G.S. Warriors *      | 4                    |   |                          |                          |                          |  |   |                      |                      |                      |   |  |                |                |                |
|  |                    |                  |                      | 4                    |   |                          |                          |                          |  |   |                      |                      |                      |   |  |                |                |                |
|  |                    |                  | 4                    | Seattle S.Sonics     | 2 |                          |                          |                          |  |   |                      |                      |                      |   |  |                |                |                |
|  | 4                  | Seattle S.Sonics | 4                    | Seattle S.Sonics     | 2 | 2                        |                          |                          |  |   |                      |                      |                      |   |  |                |                |                |
|  | 4                  | Seattle S.Sonics |                      |                      |   | 2                        |                          |                          |  |   |                      |                      |                      |   |  |                |                |                |
|  | 5                  | Detroit Pistons  | 1                    |                      |   |                          |                          |                          |  |   |                      |                      |                      |   |  |                |                |                |
|  | 5                  | Detroit Pistons  | 1                    |                      |   |                          |                          |                          |  | 1 | G.S. Warriors *      | 4                    |                      |   |  |                |                |                |
|  | Western Conference |                  |                      |                      |   |                          |                          |                          |  | 1 | G.S. Warriors *      | 4                    |                      |   |  |                |                |                |
|  |                    | 2                | Chicago Bulls *      | 3                    |   |                          |                          |                          |  |   |                      |                      |                      |   |  |                |                |                |
|  |                    | 2                | Chicago Bulls *      | 3                    |   |                          |                          |                          |  |   |                      |                      |                      |   |  |                |                |                |
|  |                    |                  |                      |                      |   |                          |                          |                          |  |   |                      |                      |                      |   |  |                |                |                |
|  |                    |                  |                      |                      |   |                          |                          |                          |  |   |                      |                      |                      |   |  |                |                |                |
|  |                    | 3                | K.C. Kings           | 2                    |   |                          |                          |                          |  |   |                      |                      |                      |   |  |                |                |                |
|  |                    |                  |                      | 2                    |   |                          |                          |                          |  |   |                      |                      |                      |   |  |                |                |                |
|  |                    |                  | 2                    | Chicago Bulls *      | 4 |                          |                          |                          |  |   |                      |                      |                      |   |  |                |                |                |
|  |                    |                  | 2                    | Chicago Bulls *      | 4 |                          |                          |                          |  |   |                      |                      |                      |   |  |                |                |                |
|  |                    |                  |                      |                      |   |                          |                          |                          |  |   |                      |                      |                      |   |  |                |                |                |
|  |                    |                  |                      |                      |   |                          |                          |                          |  |   |                      |                      |                      |   |  |                |                |                |
|  |                    |                  |                      |                      |   |                          |                          |                          |  |   |                      | W1                   | G.S. Warriors *      | 4 |  |                |                |                |
|  |                    |                  |                      |                      |   |                          |                          |                          |  |   |                      |                      |                      |   |  |                |                |                |
|  |                    | E2               | Washington Bullets * | 0                    |   |                          |                          |                          |  |   |                      |                      |                      |   |  |                |                |                |
|  |                    | E2               | Washington Bullets * | 0                    |   |                          |                          |                          |  |   |                      |                      |                      |   |  |                |                |                |
|  |                    |                  |                      |                      |   |                          |                          |                          |  |   |                      |                      |                      |   |  |                |                |                |
|  |                    |                  |                      |                      |   |                          |                          |                          |  |   |                      |                      |                      |   |  |                |                |                |
|  |                    | 1                | Boston Celtics *     | 4                    |   |                          |                          |                          |  |   |                      |                      |                      |   |  |                |                |                |
|  |                    |                  |                      | 4                    |   |                          |                          |                          |  |   |                      |                      |                      |   |  |                |                |                |
|  |                    |                  | 4                    | Houston Rockets      | 1 |                          |                          |                          |  |   |                      |                      |                      |   |  |                |                |                |
|  | 4                  | Houston Rockets  | 4                    | Houston Rockets      | 1 | 2                        |                          |                          |  |   |                      |                      |                      |   |  |                |                |                |
|  | 4                  | Houston Rockets  |                      |                      |   | 2                        |                          |                          |  |   |                      |                      |                      |   |  |                |                |                |
|  | 5                  | N.Y. Knicks      | 1                    |                      |   |                          |                          |                          |  |   |                      |                      |                      |   |  |                |                |                |
|  | 5                  | N.Y. Knicks      | 1                    |                      |   |                          |                          |                          |  | 1 | Boston Celtics *     | 2                    |                      |   |  |                |                |                |
|  | Eastern Conference |                  |                      |                      |   |                          |                          |                          |  | 1 | Boston Celtics *     | 2                    |                      |   |  |                |                |                |
|  |                    | 2                | Washington Bullets * | 4                    |   |                          |                          |                          |  |   |                      |                      |                      |   |  |                |                |                |
|  |                    | 2                | Washington Bullets * | 4                    |   |                          |                          |                          |  |   |                      |                      |                      |   |  |                |                |                |
|  |                    |                  |                      |                      |   |                          |                          |                          |  |   |                      |                      |                      |   |  |                |                |                |
|  |                    |                  |                      |                      |   |                          |                          |                          |  |   |                      |                      |                      |   |  |                |                |                |
|  |                    | 3                | Buffalo Braves       | 3                    |   |                          |                          |                          |  |   |                      |                      |                      |   |  |                |                |                |
|  |                    |                  |                      | 3                    |   |                          |                          |                          |  |   |                      |                      |                      |   |  |                |                |                |
|  |                    |                  | 2                    | Washington Bullets * | 4 |                          |                          |                          |  |   |                      |                      |                      |   |  |                |                |                |
|  |                    |                  | 2                    | Washington Bullets * | 4 |                          |                          |                          |  |   |                      |                      |                      |   |  |                |                |                |
|  |                    |                  |                      |                      |   |                          |                          |                          |  |   |                      |                      |                      |   |  |                |                |                |

Legenda
- * Vincitore Division
- "Grassetto" Vincitore serie
- "Corsivo" Squadra con fattore campo

## Eastern Conference

### Primo turno

#### (4) Houston Rockets - (5) New York Knicks
RISULTATO FINALE: 2-1
| Houston 8 aprile 1975 Gara 1                                                                           | Houston Rockets | 99 – 84 (24-27, 22-12, 21-21, 32-24) referto | N.Y. Knicks | Hofheinz Pavilion (10.218 spett.) |
| C. Murphy 22 Punti W. Frazier 21 M. Newlin 5 Assist W. Frazier 11 K. Kunnert 14 Rimbalzi P. Jackson 13 |                 |                                              |             |                                   |
| |                 |                                              |             |                                   |
| C. Murphy 22                                                                                           | Punti           | W. Frazier 21                                |             |                                   |
| M. Newlin 5                                                                                            | Assist          | W. Frazier 11                                |             |                                   |
| K. Kunnert 14                                                                                          | Rimbalzi        | P. Jackson 13                                |             |                                   |

| New York 10 aprile 1975 Gara 2                                                                                       | N.Y. Knicks | 106 – 96 (27-15, 27-21, 30-27, 22-33) referto | Houston Rockets | Madison Square Garden (19.694 spett.) |
| W. Frazier 26 Punti R. Tomjanovich 22 H. Wingo 7 Assist M. Newlin , E. Ratleff 4 P. Jackson 10 Rimbalzi K. Kunnert 9 |             |                                               |                 |                                       |
| |             |                                               |                 |                                       |
| W. Frazier 26 | Punti       | R. Tomjanovich 22                             |                 |                                       |
| H. Wingo 7 | Assist      | M. Newlin, E. Ratleff 4                       |                 |                                       |
| P. Jackson 10 | Rimbalzi    | K. Kunnert 9                                  |                 |                                       |

| Houston 12 aprile 1975 Gara 3                                                                                            | Houston Rockets | 118 – 86 (28-25, 26-18, 28-17, 36-26) referto | N.Y. Knicks | Hofheinz Pavilion (10.218 spett.) |
| R. Tomjanovich 25 Punti W. Frazier 24 C. Murphy , M. Newlin 9 Assist W. Frazier 4 R. Tomjanovich 10 Rimbalzi H. Wingo 10 |                 |                                               |             |                                   |
| |                 |                                               |             |                                   |
| R. Tomjanovich 25 | Punti           | W. Frazier 24                                 |             |                                   |
| C. Murphy, M. Newlin 9                                                                                                   | Assist          | W. Frazier 4                                  |             |                                   |
| R. Tomjanovich 10 | Rimbalzi        | H. Wingo 10                                   |             |                                   |

PRECEDENTI IN REGULAR SEASON
| Regular Season 1974-75 | Houston Rockets | 1 – 3                                                                          | N.Y. Knicks | Referto 1 - Referto 2 - Referto 3 - Referto 4 |
| New York Knicks 110 Houston Rockets 93 New York Knicks 93 Houston Rockets 94 Punti 100 Houston Rockets 106 New York Knicks 95 Houston Rockets 103 New York Knicks |                 |                                                                                |             |                                               |
| |                 |                                                                                |             |                                               |
| New York Knicks 110 Houston Rockets 93 New York Knicks 93 Houston Rockets 94                                                                                      | Punti           | 100 Houston Rockets 106 New York Knicks 95 Houston Rockets 103 New York Knicks |             |                                               |

PRECEDENTI NEI PLAYOFF

Si è trattata della prima sfida tra le due squadre ai playoff.

### Semifinali

#### (1) Boston Celtics - (4) Houston Rockets
RISULTATO FINALE: 4-1
| Boston 14 aprile 1975 Gara 1                                                                                               | Boston Celtics | 123 – 106 (28-21, 35-31, 28-23, 32-31) referto | Houston Rockets | Boston Garden (15.320 spett.) |
| J. Havlicek 30 Punti R. Tomjanovich 30 J. Havlicek 9 Assist C. Murphy 6 D. Cowens 19 Rimbalzi R. Tomjanovich , R. Riley) 9 |                |                                                |                 |                               |
| |                |                                                |                 |                               |
| J. Havlicek 30 | Punti          | R. Tomjanovich 30                              |                 |                               |
| J. Havlicek 9 | Assist         | C. Murphy 6                                    |                 |                               |
| D. Cowens 19 | Rimbalzi       | R. Tomjanovich, R. Riley) 9                    |                 |                               |

| Boston 16 aprile 1975 Gara 2                                                                         | Boston Celtics | 112 – 100 (27-26, 24-21, 38-23, 23-30) referto | Houston Rockets | Boston Garden (13.254 spett.) |
| D. Cowens 28 Punti C. Murphy 30 J. Havlicek 7 Assist C. Murphy 9 D. Cowens 18 Rimbalzi K. Kunnert 10 |                |                                                |                 |                               |
| |                |                                                |                 |                               |
| D. Cowens 28                                                                                         | Punti          | C. Murphy 30                                   |                 |                               |
| J. Havlicek 7                                                                                        | Assist         | C. Murphy 9                                    |                 |                               |
| D. Cowens 18                                                                                         | Rimbalzi       | K. Kunnert 10                                  |                 |                               |

| Houston 19 aprile 1975 Gara 3 | Houston Rockets | 117 – 102 (24-22, 28-26, 24-20, 41-34) referto | Boston Celtics | Hofheinz Pavilion (10.218 spett.) |
| R. Tomjanovich 28 Punti D. Nelson 21 C. Murphy , S. Hawes 7 Assist P. Silas , J.J. White 5 R. Tomjanovich 12 Rimbalzi J. Havlicek , P. Silas 8 |                 |                                                |                |                                   |
| |                 |                                                |                |                                   |
| R. Tomjanovich 28 | Punti           | D. Nelson 21                                   |                |                                   |
| C. Murphy, S. Hawes 7 | Assist          | P. Silas, J.J. White 5                         |                |                                   |
| R. Tomjanovich 12 | Rimbalzi        | J. Havlicek, P. Silas 8                        |                |                                   |

| Houston 22 aprile 1975 Gara 4                                                                                        | Houston Rockets | 117 – 122 (33-30, 18-32, 26-31, 40-29) referto | Boston Celtics | Hofheinz Pavilion (10.218 spett.) |
| C. Murphy 35 Punti D. Cowens 31 M. Newlin 6 Assist J.J. White 8 E. Ratleff , R. Tomjanovich 11 Rimbalzi D. Cowens 24 |                 |                                                |                |                                   |
| |                 |                                                |                |                                   |
| C. Murphy 35 | Punti           | D. Cowens 31                                   |                |                                   |
| M. Newlin 6 | Assist          | J.J. White 8                                   |                |                                   |
| E. Ratleff, R. Tomjanovich 11                                                                                        | Rimbalzi        | D. Cowens 24                                   |                |                                   |

| Boston 24 aprile 1975 Gara 5                                                                                             | Boston Celtics | 128 – 115 (28-22, 32-33, 36-28, 32-32) referto | Houston Rockets | Boston Garden (15.320 spett.) |
| J. Havlicek 28 Punti R. Tomjanovich , C. Murphy 27 J. Havlicek 11 Assist E. Ratleff 6 D. Cowens 12 Rimbalzi E. Ratleff 6 |                |                                                |                 |                               |
| |                |                                                |                 |                               |
| J. Havlicek 28 | Punti          | R. Tomjanovich, C. Murphy 27                   |                 |                               |
| J. Havlicek 11 | Assist         | E. Ratleff 6                                   |                 |                               |
| D. Cowens 12 | Rimbalzi       | E. Ratleff 6                                   |                 |                               |

PRECEDENTI IN REGULAR SEASON
| Regular Season 1974-75 | Boston Celtics | 4 – 0                                                                                 | Houston Rockets | Referto 1 - Referto 2 - Referto 3 - Referto 4 |
| Houston Rockets 114 Boston Celtics 123 Houston Rockets 102 Boston Celtics 99 Punti 120 Boston Celtics (1 t.s.) 101 Houston Rockets 113 Boston Celtics 94 Houston Rockets |                |                                                                                       |                 |                                               |
| |                |                                                                                       |                 |                                               |
| Houston Rockets 114 Boston Celtics 123 Houston Rockets 102 Boston Celtics 99                                                                                             | Punti          | 120 Boston Celtics (1 t.s.) 101 Houston Rockets 113 Boston Celtics 94 Houston Rockets |                 |                                               |

PRECEDENTI NEI PLAYOFF

Si è trattata della prima sfida tra le due squadre ai playoff.

#### (2) Washington Bullets - (3) Buffalo Braves
RISULTATO FINALE: 4-3
| Landover 10 aprile 1975 Gara 1                                                                 | Washington Bullets | 102 – 113 (26-29, 30-23, 18-30, 28-31) referto | Buffalo Braves | Capital Centre (17.140 spett.) |
| P. Chenier 23 Punti B. McAdoo 35 J. Jones 5 Assist R. Smith 9 E. Hayes 9 Rimbalzi B. McAdoo 14 |                    |                                                |                |                                |
|                                                                                                |                    |                                                |                |                                |
| P. Chenier 23                                                                                  | Punti              | B. McAdoo 35                                   |                |                                |
| J. Jones 5                                                                                     | Assist             | R. Smith 9                                     |                |                                |
| E. Hayes 9                                                                                     | Rimbalzi           | B. McAdoo 14                                   |                |                                |

| Buffalo 12 aprile 1975 Gara 2                                                                   | Buffalo Braves | 106 – 120 (29-28, 29-32, 17-24, 31-36) referto | Washington Bullets | Buffalo Memorial Auditorium (17.189 spett.) |
| B. McAdoo 36 Punti E. Hayes 34 R. Smith 7 Assist K. Porter 10 G. Heard 10 Rimbalzi W. Unseld 25 |                |                                                |                    |                                             |
|                                                                                                 |                |                                                |                    |                                             |
| B. McAdoo 36                                                                                    | Punti          | E. Hayes 34                                    |                    |                                             |
| R. Smith 7                                                                                      | Assist         | K. Porter 10                                   |                    |                                             |
| G. Heard 10                                                                                     | Rimbalzi       | W. Unseld 25                                   |                    |                                             |

| Landover 16 aprile 1975 Gara 3                                                                   | Washington Bullets | 111 – 96 (24-29, 29-23, 28-18, 30-26) referto | Buffalo Braves | Capital Centre (19.035 spett.) |
| E. Hayes 30 Punti B. McAdoo 34 K. Porter 13 Assist R. Smith 7 W. Unseld 18 Rimbalzi B. McAdoo 19 |                    |                                               |                |                                |
|                                                                                                  |                    |                                               |                |                                |
| E. Hayes 30                                                                                      | Punti              | B. McAdoo 34                                  |                |                                |
| K. Porter 13                                                                                     | Assist             | R. Smith 7                                    |                |                                |
| W. Unseld 18                                                                                     | Rimbalzi           | B. McAdoo 19                                  |                |                                |

| Buffalo 18 aprile 1975 Gara 4                                                                            | Buffalo Braves | 108 – 102 (23-25, 24-31, 31-19, 30-27) referto | Washington Bullets | Buffalo Memorial Auditorium (15.307 spett.) |
| B. McAdoo 50 Punti N. Weatherspoon 21 R. Smith 10 Assist K. Porter 10 B. McAdoo 21 Rimbalzi W. Unseld 23 |                |                                                |                    |                                             |
| |                |                                                |                    |                                             |
| B. McAdoo 50                                                                                             | Punti          | N. Weatherspoon 21                             |                    |                                             |
| R. Smith 10                                                                                              | Assist         | K. Porter 10                                   |                    |                                             |
| B. McAdoo 21                                                                                             | Rimbalzi       | W. Unseld 23                                   |                    |                                             |

| Landover 20 aprile 1975 Gara 5                                                                                       | Washington Bullets | 97 – 93 (18-23, 24-16, 19-26, 36-28) referto | Buffalo Braves | Capital Centre (18.820 spett.) |
| E. Hayes 46 Punti B. McAdoo 34 K. Porter 8 Assist G. Heard , R. Smith 5 E. Hayes , W. Unseld 12 Rimbalzi G. Heard 14 |                    |                                              |                |                                |
| |                    |                                              |                |                                |
| E. Hayes 46 | Punti              | B. McAdoo 34                                 |                |                                |
| K. Porter 8 | Assist             | G. Heard, R. Smith 5                         |                |                                |
| E. Hayes, W. Unseld 12                                                                                               | Rimbalzi           | G. Heard 14                                  |                |                                |

| Buffalo 23 aprile 1975 Gara 6                                                                                             | Buffalo Braves | 102 – 96 (32-26, 27-31, 20-16, 23-23) referto | Washington Bullets | Buffalo Memorial Auditorium (15.172 spett.) |
| B. McAdoo 37 Punti P. Chenier 25 R. Smith , B. Weiss 7 Assist P. Chenier , W. Unseld 6 B. McAdoo 10 Rimbalzi W. Unseld 12 |                |                                               |                    |                                             |
| |                |                                               |                    |                                             |
| B. McAdoo 37 | Punti          | P. Chenier 25                                 |                    |                                             |
| R. Smith, B. Weiss 7 | Assist         | P. Chenier, W. Unseld 6                       |                    |                                             |
| B. McAdoo 10 | Rimbalzi       | W. Unseld 12                                  |                    |                                             |

| Landover 25 aprile 1975 Gara 7                                                                   | Washington Bullets | 115 – 96 (28-13, 28-25, 25-26, 34-32) referto | Buffalo Braves | Capital Centre (19.035 spett.) |
| P. Chenier 39 Punti B. McAdoo 36 K. Porter 8 Assist R. Smith 4 W. Unseld 12 Rimbalzi G. Heard 14 |                    |                                               |                |                                |
|                                                                                                  |                    |                                               |                |                                |
| P. Chenier 39                                                                                    | Punti              | B. McAdoo 36                                  |                |                                |
| K. Porter 8                                                                                      | Assist             | R. Smith 4                                    |                |                                |
| W. Unseld 12                                                                                     | Rimbalzi           | G. Heard 14                                   |                |                                |

PRECEDENTI IN REGULAR SEASON
| Regular Season 1974-75 | Washington Bullets | 2 – 2                                                                             | Buffalo Braves | Referto 1 - Referto 2 - Referto 3 - Referto 4 |
| Washington Bullets 104 Buffalo Braves 93 Buffalo Braves 93 Washington Bullets 91 Punti 115 Buffalo Braves 96 Washington Bullets 111 Washington Bullets 94 Buffalo Braves |                    |                                                                                   |                |                                               |
| |                    |                                                                                   |                |                                               |
| Washington Bullets 104 Buffalo Braves 93 Buffalo Braves 93 Washington Bullets 91                                                                                         | Punti              | 115 Buffalo Braves 96 Washington Bullets 111 Washington Bullets 94 Buffalo Braves |                |                                               |

PRECEDENTI NEI PLAYOFF

Si è trattata della prima sfida tra le due squadre ai playoff.

### Finale

#### (1) Boston Celtics - (2) Washington Bullets
RISULTATO FINALE: 2-4
| Boston 27 aprile 1975 Gara 1                                                                     | Boston Celtics | 95 – 100 (26-23, 29-20, 18-27, 22-30) referto | Washington Bullets | Boston Garden (15.320 spett.) |
| J.J. White 27 Punti E. Hayes 34 P. Silas 6 Assist K. Porter 7 D. Cowens 19 Rimbalzi W. Unseld 14 |                |                                               |                    |                               |
|                                                                                                  |                |                                               |                    |                               |
| J.J. White 27                                                                                    | Punti          | E. Hayes 34                                   |                    |                               |
| P. Silas 6                                                                                       | Assist         | K. Porter 7                                   |                    |                               |
| D. Cowens 19                                                                                     | Rimbalzi       | W. Unseld 14                                  |                    |                               |

| Landover 30 aprile 1975 Gara 2                                                                   | Washington Bullets | 117 – 92 (31-20, 29-24, 24-30, 33-18) referto | Boston Celtics | Capital Centre (19.035 spett.) |
| E. Hayes 29 Punti D. Nelson 23 K. Porter 6 Assist J.J. White 7 W. Unseld 16 Rimbalzi P. Silas 17 |                    |                                               |                |                                |
|                                                                                                  |                    |                                               |                |                                |
| E. Hayes 29                                                                                      | Punti              | D. Nelson 23                                  |                |                                |
| K. Porter 6                                                                                      | Assist             | J.J. White 7                                  |                |                                |
| W. Unseld 16                                                                                     | Rimbalzi           | P. Silas 17                                   |                |                                |

| Boston 3 maggio 1975 Gara 3                                                                        | Boston Celtics | 101 – 90 (31-33, 29-24, 21-10, 20-23) referto | Washington Bullets' | Boston Garden (15.320 spett.) |
| J. Havlicek 26 Punti E. Hayes 23 J.J. White 7 Assist K. Porter 5 P. Silas 25 Rimbalzi W. Unseld 15 |                |                                               |                     |                               |
| |                |                                               |                     |                               |
| J. Havlicek 26                                                                                     | Punti          | E. Hayes 23                                   |                     |                               |
| J.J. White 7                                                                                       | Assist         | K. Porter 5                                   |                     |                               |
| P. Silas 25                                                                                        | Rimbalzi       | W. Unseld 15                                  |                     |                               |

| Landover 7 maggio 1975 Gara 4                                                                        | Washington Bullets | 119 – 108 (29-26, 36-28, 34-34, 20-20) referto | Boston Celtics | Capital Centre (19.035 spett.) |
| P. Chenier 27 Punti J.J. White 32 W. Unseld 7 Assist J.J. White 7 W. Unseld 25 Rimbalzi D. Cowens 17 |                    |                                                |                |                                |
| |                    |                                                |                |                                |
| P. Chenier 27                                                                                        | Punti              | J.J. White 32                                  |                |                                |
| W. Unseld 7                                                                                          | Assist             | J.J. White 7                                   |                |                                |
| W. Unseld 25                                                                                         | Rimbalzi           | D. Cowens 17                                   |                |                                |

| Boston 9 maggio 1975 Gara 5                                                                        | Boston Celtics | 103 – 99 (24-23, 35-31, 20-23, 24-22) referto | Washington Bullets | Boston Garden (15.320 spett.) |
| D. Cowens 27 Punti P. Chenier 32 D. Chaney 5 Assist K. Porter 6 D. Cowens 12 Rimbalzi W. Unseld 13 |                |                                               |                    |                               |
| |                |                                               |                    |                               |
| D. Cowens 27                                                                                       | Punti          | P. Chenier 32                                 |                    |                               |
| D. Chaney 5                                                                                        | Assist         | K. Porter 6                                   |                    |                               |
| D. Cowens 12                                                                                       | Rimbalzi       | W. Unseld 13                                  |                    |                               |

| Landover 11 maggio 1975 Gara 6                                                                       | Washington Bullets | 98 – 92 (26-18, 29-22, 18-26, 25-26) referto | Boston Celtics | Capital Centre (19.035 spett.) |
| P. Chenier 24 Punti D. Cowens 23 K. Porter 11 Assist J.J. White 6 W. Unseld 17 Rimbalzi D. Cowens 21 |                    |                                              |                |                                |
| |                    |                                              |                |                                |
| P. Chenier 24                                                                                        | Punti              | D. Cowens 23                                 |                |                                |
| K. Porter 11                                                                                         | Assist             | J.J. White 6                                 |                |                                |
| W. Unseld 17                                                                                         | Rimbalzi           | D. Cowens 21                                 |                |                                |

PRECEDENTI IN REGULAR SEASON
| Regular Season 1974-75 | Boston Celtics | 2 – 2                                                                             | Washington Bullets | Referto 1 - Referto 2 - Referto 3 - Referto 4 |
| Washington Bullets 109 Boston Celtics 89 Washington Bullets 97 Boston Celtics 95 Punti 124 Boston Celtics 108 Washington Bullets 80 Boston Celtics 94 Washington Bullets |                |                                                                                   |                    |                                               |
| |                |                                                                                   |                    |                                               |
| Washington Bullets 109 Boston Celtics 89 Washington Bullets 97 Boston Celtics 95                                                                                         | Punti          | 124 Boston Celtics 108 Washington Bullets 80 Boston Celtics 94 Washington Bullets |                    |                                               |

PRECEDENTI NEI PLAYOFF

Si è trattata della prima sfida tra le due squadre ai playoff.

## Western Conference

### Primo turno

#### (4) Seattle SuperSonics - (5) Detroit Pistons
RISULTATO FINALE: 2-1
| Seattle 8 aprile 1975 Gara 1                                                                     | Seattle S.Sonics | 90 – 77 (22-12, 26-23, 20-25, 22-17) referto | Detroit Pistons | Seattle Center Coliseum (14.082 spett.) |
| F. Brown 23 Punti H. Porter 21 S. Watts 6 Assist B. Lanier 9 S. Haywood 14 Rimbalzi B. Lanier 14 |                  |                                              |                 |                                         |
|                                                                                                  |                  |                                              |                 |                                         |
| F. Brown 23                                                                                      | Punti            | H. Porter 21                                 |                 |                                         |
| S. Watts 6                                                                                       | Assist           | B. Lanier 9                                  |                 |                                         |
| S. Haywood 14                                                                                    | Rimbalzi         | B. Lanier 14                                 |                 |                                         |

| Detroit 10 aprile 1975 Gara 2                                                                            | Detroit Pistons | 122 – 106 (33-24, 24-25, 36-23, 29-34) referto | Seattle S.Sonics | Cobo Arena (10.490 spett.) |
| D. Bing , G. Trapp 24 Punti F. Brown 30 D. Bing 11 Assist S. Watts 8 G. Trapp 14 Rimbalzi T. Burleson 10 |                 |                                                |                  |                            |
| |                 |                                                |                  |                            |
| D. Bing, G. Trapp 24                                                                                     | Punti           | F. Brown 30                                    |                  |                            |
| D. Bing 11                                                                                               | Assist          | S. Watts 8                                     |                  |                            |
| G. Trapp 14                                                                                              | Rimbalzi        | T. Burleson 10                                 |                  |                            |

| Seattle 12 aprile 1975 Gara 3                                                                     | Seattle S.Sonics | 100 – 93 (23-19, 33-22, 16-23, 28-29) referto | Detroit Pistons | Seattle Center Coliseum (14.082 spett.) |
| T. Burleson 26 Punti B. Lanier 29 S. Watts 6 Assist D. Bing 10 T. Burleson 16 Rimbalzi C. Rowe 13 |                  |                                               |                 |                                         |
|                                                                                                   |                  |                                               |                 |                                         |
| T. Burleson 26                                                                                    | Punti            | B. Lanier 29                                  |                 |                                         |
| S. Watts 6                                                                                        | Assist           | D. Bing 10                                    |                 |                                         |
| T. Burleson 16                                                                                    | Rimbalzi         | C. Rowe 13                                    |                 |                                         |

PRECEDENTI IN REGULAR SEASON
| Regular Season 1974-75 | Seattle S.Sonics | 2 – 2                                                                                  | Detroit Pistons | Referto 1 - Referto 2 - Referto 3 - Referto 4 |
| Seattle SuperSonics 95 Detroit Pistons 117 Detroit Pistons 97 Seattle SuperSonics 108 Punti 100 Detroit Pistons 103 Seattle SuperSonics 100 Seattle SuperSonics 90 Detroit Pistons |                  |                                                                                        |                 |                                               |
| |                  |                                                                                        |                 |                                               |
| Seattle SuperSonics 95 Detroit Pistons 117 Detroit Pistons 97 Seattle SuperSonics 108                                                                                              | Punti            | 100 Detroit Pistons 103 Seattle SuperSonics 100 Seattle SuperSonics 90 Detroit Pistons |                 |                                               |

PRECEDENTI NEI PLAYOFF

Si è trattata della prima sfida tra le due squadre ai playoff.

### Semifinali

#### (1) Golden State Warriors - (4) Seattle SuperSonics
RISULTATO FINALE: 4-2
| Oakland 14 aprile 1975 Gara 1                                                                      | G.S. Warriors | 123 – 96 (27-18, 33-24, 32-27, 31-27) referto | Seattle S.Sonics | Oakland Arena (12.279 spett.) |
| R. Barry 39 Punti L. Gray 20 R. Barry 11 Assist F. Brown , S. Watts 4 C. Ray 13 Rimbalzi L. Gray 8 |               |                                               |                  |                               |
| |               |                                               |                  |                               |
| R. Barry 39                                                                                        | Punti         | L. Gray 20                                    |                  |                               |
| R. Barry 11                                                                                        | Assist        | F. Brown, S. Watts 4                          |                  |                               |
| C. Ray 13                                                                                          | Rimbalzi      | L. Gray 8                                     |                  |                               |

| Oakland 16 aprile 1975 Gara 2                                                                             | G.S. Warriors | 99 – 100 (26-24, 29-25, 23-26, 21-25) referto | Seattle S.Sonics | Oakland Arena (12.787 spett.) |
| R. Barry 29 Punti S. Haywood 28 R. Barry 6 Assist S. Watts 7 D. Dickey , C. Ray 10 Rimbalzi S. Haywood 15 |               |                                               |                  |                               |
| |               |                                               |                  |                               |
| R. Barry 29                                                                                               | Punti         | S. Haywood 28                                 |                  |                               |
| R. Barry 6                                                                                                | Assist        | S. Watts 7                                    |                  |                               |
| D. Dickey, C. Ray 10                                                                                      | Rimbalzi      | S. Haywood 15                                 |                  |                               |

| Seattle 17 aprile 1975 Gara 3                                                                       | Seattle S.Sonics | 96 – 105 (28-29, 22-23, 24-26, 22-27) referto | G.S. Warriors | Seattle Center Coliseum (14.082 spett.) |
| T. Burleson 25 Punti R. Barry 33 S. Watts 9 Assist R. Barry 7 T. Burleson 11 Rimbalzi G. Johnson 13 |                  |                                               |               |                                         |
| |                  |                                               |               |                                         |
| T. Burleson 25                                                                                      | Punti            | R. Barry 33                                   |               |                                         |
| S. Watts 9                                                                                          | Assist           | R. Barry 7                                    |               |                                         |
| T. Burleson 11                                                                                      | Rimbalzi         | G. Johnson 13                                 |               |                                         |

| Seattle 19 aprile 1975 Gara 4                                                                                                   | Seattle S.Sonics | 111 – 94 (23-22, 34-25, 28-25, 26-22) referto | G.S. Warriors | Seattle Center Coliseum (14.082 spett.) |
| F. Brown 37 Punti J. Wilkes 22 S. Watts 10 Assist R. Barry , C. Johnson , C. Ray 3 T. Burleson 15 Rimbalzi C. Ray , J. Wilkes 9 |                  |                                               |               |                                         |
| |                  |                                               |               |                                         |
| F. Brown 37 | Punti            | J. Wilkes 22                                  |               |                                         |
| S. Watts 10 | Assist           | R. Barry, C. Johnson, C. Ray 3                |               |                                         |
| T. Burleson 15 | Rimbalzi         | C. Ray, J. Wilkes 9                           |               |                                         |

| Oakland 22 aprile 1975 Gara 5 | G.S. Warriors | 124 – 100 (32-17, 25-29, 34-21, 33-33) referto | Seattle S.Sonics | Oakland Arena (12.787 spett.) |
| J. Wilkes 24 Punti R. Derline , A. Clark , F. Brown 15 R. Barry 10 Assist L. Gray 5 C. Ray , G. Johnson 13 Rimbalzi T. Burleson 8 |               |                                                |                  |                               |
| |               |                                                |                  |                               |
| J. Wilkes 24 | Punti         | R. Derline, A. Clark, F. Brown 15              |                  |                               |
| R. Barry 10 | Assist        | L. Gray 5                                      |                  |                               |
| C. Ray, G. Johnson 13 | Rimbalzi      | T. Burleson 8                                  |                  |                               |

| Seattle 24 aprile 1975 Gara 6                                                                       | Seattle S.Sonics | 96 – 105 (20-28, 18-18, 28-34, 30-25) referto | G.S. Warriors | Seattle Center Coliseum (14.082 spett.) |
| S. Watts 24 Punti R. Barry 31 S. Watts 11 Assist C. Johnson 6 T. Burleson 11 Rimbalzi G. Johnson 15 |                  |                                               |               |                                         |
| |                  |                                               |               |                                         |
| S. Watts 24                                                                                         | Punti            | R. Barry 31                                   |               |                                         |
| S. Watts 11                                                                                         | Assist           | C. Johnson 6                                  |               |                                         |
| T. Burleson 11                                                                                      | Rimbalzi         | G. Johnson 15                                 |               |                                         |

PRECEDENTI IN REGULAR SEASON
| Regular Season 1974-75 | G.S. Warriors | 4 – 3 | Seattle S.Sonics | Referto 1 - Referto 2 - Referto 3 - Referto 4, Referto 5 - Referto 6, Referto 7 |
| Seattle SuperSonics 88 Golden State Warriors 93 Golden State Warriors 132 Seattle SuperSonics 94 Golden State Warriors 120 Seattle SuperSonics 96 Golden State Warriors 108 Punti 99 Golden State Warriors 104 Seattle SuperSonics 96 Seattle SuperSonics 119 Golden State Warriors 84 Seattle SuperSonics 92 Golden State Warriors 109 Seattle SuperSonics |               | |                  |                                                                                 |
| |               | |                  |                                                                                 |
| Seattle SuperSonics 88 Golden State Warriors 93 Golden State Warriors 132 Seattle SuperSonics 94 Golden State Warriors 120 Seattle SuperSonics 96 Golden State Warriors 108 | Punti         | 99 Golden State Warriors 104 Seattle SuperSonics 96 Seattle SuperSonics 119 Golden State Warriors 84 Seattle SuperSonics 92 Golden State Warriors 109 Seattle SuperSonics |                  |                                                                                 |

PRECEDENTI NEI PLAYOFF

Si è trattata della prima sfida tra le due squadre ai playoff.

#### (2) Chicago Bulls - (3) Kansas City Kings
RISULTATO FINALE: 4-2
| Chicago 9 aprile 1975 Gara 1                                                                               | Chicago Bulls | 95 – 89 (34-22, 20-21, 17-21, 24-25) referto | K.C. Kings | Chicago Stadium (15.433 spett.) |
| B. Love 38 Punti L. McNeill 22 T. Boerwinkle 5 Assist T. Archibald 7 T. Boerwinkle 12 Rimbalzi S. Lacey 13 |               |                                              |            |                                 |
| |               |                                              |            |                                 |
| B. Love 38                                                                                                 | Punti         | L. McNeill 22                                |            |                                 |
| T. Boerwinkle 5                                                                                            | Assist        | T. Archibald 7                               |            |                                 |
| T. Boerwinkle 12                                                                                           | Rimbalzi      | S. Lacey 13                                  |            |                                 |

| Kansas City 13 aprile 1975 Gara 2                                                                            | K.C. Kings | 102 – 95 (29-25, 26-26, 28-22, 19-22) referto | Chicago Bulls | Kemper Arena (11.378 spett.) |
| J. Walker 26 Punti C. Walker 20 T. Archibald 12 Assist T. Boerwinkle 3 S. Lacey 20 Rimbalzi T. Boerwinkle 12 |            |                                               |               |                              |
| |            |                                               |               |                              |
| J. Walker 26                                                                                                 | Punti      | C. Walker 20                                  |               |                              |
| T. Archibald 12                                                                                              | Assist     | T. Boerwinkle 3                               |               |                              |
| S. Lacey 20                                                                                                  | Rimbalzi   | T. Boerwinkle 12                              |               |                              |

| Chicago 16 aprile 1975 Gara 3                                                                           | Chicago Bulls | 93 – 90 (26-24, 28-25, 20-20, 19-21) referto | K.C. Kings | Chicago Stadium (18.347 spett.) |
| B. Love 31 Punti T. Archibald 18 N. Van Lier 6 Assist S. Wedman 4 T. Boerwinkle 24 Rimbalzi S. Lacey 18 |               |                                              |            |                                 |
| |               |                                              |            |                                 |
| B. Love 31                                                                                              | Punti         | T. Archibald 18                              |            |                                 |
| N. Van Lier 6                                                                                           | Assist        | S. Wedman 4                                  |            |                                 |
| T. Boerwinkle 24                                                                                        | Rimbalzi      | S. Lacey 18                                  |            |                                 |

| Kansas City 18 aprile 1975 Gara 4                                                                        | K.C. Kings | 104 – 100 (d.1t.s.) (22-22, 23-19, 27-29, 22-24) (10-6) referto | Chicago Bulls | Kemper Arena (14.945 spett.) |
| T. Archibald 28 Punti B. Love 34 S. Lacey 8 Assist T. Boerwinkle 5 S. Lacey 16 Rimbalzi T. Boerwinkle 17 |            |                                                                 |               |                              |
| |            |                                                                 |               |                              |
| T. Archibald 28                                                                                          | Punti      | B. Love 34                                                      |               |                              |
| S. Lacey 8                                                                                               | Assist     | T. Boerwinkle 5                                                 |               |                              |
| S. Lacey 16                                                                                              | Rimbalzi   | T. Boerwinkle 17                                                |               |                              |

| Chicago 20 aprile 1975 Gara 5                                                                                        | Chicago Bulls | 104 – 77 (20-13, 27-18, 22-23, 35-23) referto | K.C. Kings | Chicago Stadium (16.247 spett.) |
| B. Love 30 Punti S. Wedman , N. Archibald 13 T. Boerwinkle 8 Assist S. Lacey 5 T. Boerwinkle 19 Rimbalzi S. Lacey 12 |               |                                               |            |                                 |
| |               |                                               |            |                                 |
| B. Love 30 | Punti         | S. Wedman, N. Archibald 13                    |            |                                 |
| T. Boerwinkle 8 | Assist        | S. Lacey 5                                    |            |                                 |
| T. Boerwinkle 19 | Rimbalzi      | S. Lacey 12                                   |            |                                 |

| Kansas City 23 aprile 1975 Gara 6                                                                      | K.C. Kings | 89 – 101 (22-23, 22-27, 21-24, 24-27) referto | Chicago Bulls | Kemper Arena (12.445 spett.) |
| T. Archibald 26 Punti B. Love 26 S. Lacey 5 Assist N. Van Lier 4 S. Lacey 15 Rimbalzi T. Boerwinkle 14 |            |                                               |               |                              |
| |            |                                               |               |                              |
| T. Archibald 26                                                                                        | Punti      | B. Love 26                                    |               |                              |
| S. Lacey 5                                                                                             | Assist     | N. Van Lier 4                                 |               |                              |
| S. Lacey 15                                                                                            | Rimbalzi   | T. Boerwinkle 14                              |               |                              |

PRECEDENTI IN REGULAR SEASON
| Regular Season 1974-75 | Chicago Bulls | 4 – 5 | K.C. Kings | Referto 1 - Referto 2 - Referto 3 - Referto 4, Referto 5 - Referto 6, Referto 7 - Referto 8 - Referto 9 |
| Kansas City Kings 99 Chicago Bulls 91 Kansas City Kings 79 Chicago Bulls 90 Chicago Bulls 96 Kansas City Kings 97 Chicago Bulls 100 Chicago Bulls 104 Kansas City Kings 103 Punti 98 Chicago Bulls 112 Kansas City Kings 86 Chicago Bulls 93 Kansas City Kings 73 Kansas City Kings 87 Chicago Bulls 88 Kansas City Kings 98 Kansas City Kings 101 Chicago Bulls |               | |            | |
| |               | |            | |
| Kansas City Kings 99 Chicago Bulls 91 Kansas City Kings 79 Chicago Bulls 90 Chicago Bulls 96 Kansas City Kings 97 Chicago Bulls 100 Chicago Bulls 104 Kansas City Kings 103 | Punti         | 98 Chicago Bulls 112 Kansas City Kings 86 Chicago Bulls 93 Kansas City Kings 73 Kansas City Kings 87 Chicago Bulls 88 Kansas City Kings 98 Kansas City Kings 101 Chicago Bulls |            | |

PRECEDENTI NEI PLAYOFF

Si è trattata della prima sfida tra le due squadre ai playoff.

### Finale

#### (1) Golden State Warriors - (2) Chicago Bulls
RISULTATO FINALE: 4-3
| Oakland 27 aprile 1975 Gara 1                                                                       | G.S. Warriors | 107 – 89 (26-24, 20-15, 26-26, 35-24) referto | Chicago Bulls | Oakland Arena (12.787 spett.) |
| R. Barry 38 Punti B. Love 37 B. Beard 9 Assist T. Boerwinkle 4 G. Johnson 11 Rimbalzi N. Thurmond 7 |               |                                               |               |                               |
| |               |                                               |               |                               |
| R. Barry 38                                                                                         | Punti         | B. Love 37                                    |               |                               |
| B. Beard 9                                                                                          | Assist        | T. Boerwinkle 4                               |               |                               |
| G. Johnson 11                                                                                       | Rimbalzi      | N. Thurmond 7                                 |               |                               |

| Chicago 30 aprile 1975 Gara 2                                                                       | Chicago Bulls | 90 – 89 (21-20, 22-20, 19-26, 28-23) referto | G.S. Warriors | Chicago Stadium (18.533 spett.) |
| C. Walker 28 Punti R. Barry 26 T. Boerwinkle 5 Assist R. Barry 8 T. Boerwinkle 14 Rimbalzi C. Ray 7 |               |                                              |               |                                 |
| |               |                                              |               |                                 |
| C. Walker 28                                                                                        | Punti         | R. Barry 26                                  |               |                                 |
| T. Boerwinkle 5                                                                                     | Assist        | R. Barry 8                                   |               |                                 |
| T. Boerwinkle 14                                                                                    | Rimbalzi      | C. Ray 7                                     |               |                                 |

| Chicago 4 maggio 1975 Gara 3                                                                        | Chicago Bulls | 108 – 101 (26-37, 26-13, 29-21, 27-30) referto | G.S. Warriors | Chicago Stadium (19.128 spett.) |
| N. Van Lier 35 Punti B. Beard 28 N. Van Lier 9 Assist R. Barry 9 N. Thurmond 12 Rimbalzi R. Barry 7 |               |                                                |               |                                 |
| |               |                                                |               |                                 |
| N. Van Lier 35                                                                                      | Punti         | B. Beard 28                                    |               |                                 |
| N. Van Lier 9                                                                                       | Assist        | R. Barry 9                                     |               |                                 |
| N. Thurmond 12                                                                                      | Rimbalzi      | R. Barry 7                                     |               |                                 |

| Oakland 6 maggio 1975 Gara 4                                                                | G.S. Warriors | 111 – 106 (18-35, 32-17, 32-32, 29-22) referto | Chicago Bulls | Oakland Arena (12.787 spett.) |
| R. Barry 36 Punti B. Love 27 R. Barry 9 Assist N. Van Lier 9 C. Ray 18 Rimbalzi J. Sloan 12 |               |                                                |               |                               |
|                                                                                             |               |                                                |               |                               |
| R. Barry 36                                                                                 | Punti         | B. Love 27                                     |               |                               |
| R. Barry 9                                                                                  | Assist        | N. Van Lier 9                                  |               |                               |
| C. Ray 18                                                                                   | Rimbalzi      | J. Sloan 12                                    |               |                               |

| Oakland 8 maggio 1975 Gara 5                                                                                                  | G.S. Warriors | 79 – 89 (20-25, 19-22, 17-20, 23-22) referto | Chicago Bulls | Oakland Arena (12.787 spett.) |
| R. Barry 20 Punti C. Walker 21 R. Barry 4 Assist T. Boerwinkle , N. Van Lier 4 C. Ray 12 Rimbalzi J. Sloan , T. Boerwinkle 10 |               |                                              |               |                               |
| |               |                                              |               |                               |
| R. Barry 20 | Punti         | C. Walker 21                                 |               |                               |
| R. Barry 4 | Assist        | T. Boerwinkle, N. Van Lier 4                 |               |                               |
| C. Ray 12 | Rimbalzi      | J. Sloan, T. Boerwinkle 10                   |               |                               |

| Chicago 11 maggio 1975 Gara 6 | Chicago Bulls | 72 – 86 (25-18, 13-28, 22-21, 12-19) referto | G.S. Warriors | Chicago Stadium (19.594 spett.) |
| N. Van Lier 24 Punti R. Barry 36 N. Thurmond 5 Assist R. Barry , C. Ray , B. Beard 3 T. Boerwinkle , J. Sloan 8 Rimbalzi B. Bridges 11 |               |                                              |               |                                 |
| |               |                                              |               |                                 |
| N. Van Lier 24 | Punti         | R. Barry 36                                  |               |                                 |
| N. Thurmond 5 | Assist        | R. Barry, C. Ray, B. Beard 3                 |               |                                 |
| T. Boerwinkle, J. Sloan 8 | Rimbalzi      | B. Bridges 11                                |               |                                 |

| Oakland 14 maggio 1975 Gara 7                                                                         | G.S. Warriors | 83 – 79 (16-21, 20-26, 23-18, 24-14) referto | Chicago Bulls | Oakland Arena |
| J. Wilkes 23 Punti C. Walker 21 R. Barry 4 Assist T. Boerwinkle 6 C. Ray 12 Rimbalzi T. Boerwinkle 16 |               |                                              |               |               |
| |               |                                              |               |               |
| J. Wilkes 23                                                                                          | Punti         | C. Walker 21                                 |               |               |
| R. Barry 4                                                                                            | Assist        | T. Boerwinkle 6                              |               |               |
| C. Ray 12                                                                                             | Rimbalzi      | T. Boerwinkle 16                             |               |               |

PRECEDENTI IN REGULAR SEASON
| Regular Season 1974-75 | G.S. Warriors | 1 – 3                                                                                  | Chicago Bulls | Referto 1 - Referto 2 - Referto 3 - Referto 4 |
| Golden State Warriors 105 Chicago Bulls 127 Chicago Bulls 105 Golden State Warriors 117 Punti 114 Chicago Bulls 103 Golden State Warriors 87 Golden State Warriors 102 Chicago Bulls |               |                                                                                        |               |                                               |
| |               |                                                                                        |               |                                               |
| Golden State Warriors 105 Chicago Bulls 127 Chicago Bulls 105 Golden State Warriors 117                                                                                              | Punti         | 114 Chicago Bulls 103 Golden State Warriors 87 Golden State Warriors 102 Chicago Bulls |               |                                               |

PRECEDENTI NEI PLAYOFF

Si è trattata della prima sfida tra le due squadre ai playoff.

## NBA Finals 1975

### Washington Bullets - Golden State Warriors
RISULTATO FINALE
|  | Washington Bullets | 0 – 4 | G.S. Warriors |  |

PRECEDENTI IN REGULAR SEASON
| Regular Season 1974-75 | Washington Bullets | 3 – 1                                                                                          | G.S. Warriors | Referto 1 - Referto 2 - Referto 3 - Referto 4 |
| Washington Bullets 99 Golden State Warriors 104 Washington Bullets 125 Golden State Warriors 97 Punti 91 Golden State Warriors 96 Washington Bullets 101 Golden State Warriors 98 Washington Bullets |                    |                                                                                                |               |                                               |
| |                    |                                                                                                |               |                                               |
| Washington Bullets 99 Golden State Warriors 104 Washington Bullets 125 Golden State Warriors 97 | Punti              | 91 Golden State Warriors 96 Washington Bullets 101 Golden State Warriors 98 Washington Bullets |               |                                               |

PRECEDENTI NEI PLAYOFF

Si è trattata della prima sfida tra le due squadre ai playoff.

#### Roster
| \| Pos. \| Num. \| Naz. \| Nome \| Altezza \| Peso \| Data nascita \| Provenienza \| \| ---- \| ---- \| ---- \| ------------------ \| ------- \| ------ \| ------------ \| ---------------- \| \| G \| 45 \| \| Chenier, Phil \| 191 cm \| 82 kg \| 30-10-1950 \| UC Berkeley \| \| G \| 23 \| \| DuVal, Dennis \| 191 cm \| 79 kg \| 31-03-1952 \| Syracuse \| \| G/AP \| 21 \| \| Gibbs, Dick \| 196 cm \| 95 kg \| 20-12-1948 \| Texas–El Paso \| \| G \| 14 \| \| Haskins, Clem \| 191 cm \| 88 kg \| 11-07-1943 \| Western Kentucky \| \| A/C \| 11 \| \| Hayes, Elvin \| 206 cm \| 107 kg \| 17-11-1945 \| Houston \| \| G/AP \| 15 \| \| Jones, Jimmy \| 193 cm \| 85 kg \| 01-01-1945 \| Grambling State \| \| A \| 22 \| \| Kozelko, Tom \| 203 cm \| 100 kg \| 01-07-1951 \| Toledo \| \| G \| 10 \| \| Porter, Kevin \| 183 cm \| 77 kg \| 17-04-1950 \| St. Francis (PA) \| \| G/AP \| 6 \| \| Riordan, Mike \| 193 cm \| 91 kg \| 09-07-1945 \| Providence \| \| A/C \| 33 \| \| Robinson, Truck \| 201 cm \| 102 kg \| 04-10-1951 \| Tennessee State \| \| A/C \| 41 \| \| Unseld, Wes \| 201 cm \| 111 kg \| 14-03-1946 \| Louisville \| \| G \| 20 \| \| Washington, Stan \| 193 cm \| 86 kg \| 23-01-1952 \| San Diego \| \| A \| 12 \| \| Weatherspoon, Nick \| 201 cm \| 88 kg \| 20-07-1950 \| Illinois \| | Allenatore - K.C. Jones Assistente/i - Bernie Bickerstaff Legenda - (C) Capitano - (FA) Free agent - (S) Sospeso - (TW) Contratto Two-way - (GL) Assegnato a squadra G League affiliata - Infortunato Roster • Transazioni · Ultima transazione: 26 giugno 1975 |                        |                    |         |        |              |                  |
| Pos. | Num. | Naz.                   | Nome               | Altezza | Peso   | Data nascita | Provenienza      |
| G | 45 | Stati Uniti (bandiera) | Chenier, Phil      | 191 cm  | 82 kg  | 30-10-1950   | UC Berkeley      |
| G | 23 | Stati Uniti (bandiera) | DuVal, Dennis      | 191 cm  | 79 kg  | 31-03-1952   | Syracuse         |
| G/AP | 21 | Stati Uniti (bandiera) | Gibbs, Dick        | 196 cm  | 95 kg  | 20-12-1948   | Texas–El Paso    |
| G | 14 | Stati Uniti (bandiera) | Haskins, Clem      | 191 cm  | 88 kg  | 11-07-1943   | Western Kentucky |
| A/C | 11 | Stati Uniti (bandiera) | Hayes, Elvin       | 206 cm  | 107 kg | 17-11-1945   | Houston          |
| G/AP | 15 | Stati Uniti (bandiera) | Jones, Jimmy       | 193 cm  | 85 kg  | 01-01-1945   | Grambling State  |
| A | 22 | Stati Uniti (bandiera) | Kozelko, Tom       | 203 cm  | 100 kg | 01-07-1951   | Toledo           |
| G | 10 | Stati Uniti (bandiera) | Porter, Kevin      | 183 cm  | 77 kg  | 17-04-1950   | St. Francis (PA) |
| G/AP | 6 | Stati Uniti (bandiera) | Riordan, Mike      | 193 cm  | 91 kg  | 09-07-1945   | Providence       |
| A/C | 33 | Stati Uniti (bandiera) | Robinson, Truck    | 201 cm  | 102 kg | 04-10-1951   | Tennessee State  |
| A/C | 41 | Stati Uniti (bandiera) | Unseld, Wes        | 201 cm  | 111 kg | 14-03-1946   | Louisville       |
| G | 20 | Stati Uniti (bandiera) | Washington, Stan   | 193 cm  | 86 kg  | 23-01-1952   | San Diego        |
| A | 12 | Stati Uniti (bandiera) | Weatherspoon, Nick | 201 cm  | 88 kg  | 20-07-1950   | Illinois         |

| \| Pos. \| Num. \| Naz. \| Nome \| Altezza \| Peso \| Data nascita \| Provenienza \| \| ---- \| ---- \| ---- \| ------------------ \| ------- \| ------ \| ------------ \| ------------- \| \| A \| 24 \| \| Barry, Rick \| 201 cm \| 93 kg \| 28-03-1944 \| Miami (FL) \| \| G \| 21 \| \| Beard, Butch \| 191 cm \| 84 kg \| 04-05-1947 \| Louisville \| \| G \| 22 \| \| Bracey, Steve \| 185 cm \| 79 kg \| 01-08-1950 \| Tulsa \| \| A/C \| 32 \| \| Bridges, Bill \| 198 cm \| 103 kg \| 04-04-1939 \| Kansas \| \| A \| 40 \| \| Dickey, Derrek \| 201 cm \| 99 kg \| 20-03-1951 \| Cincinnati \| \| G \| 15 \| \| Dudley, Charles \| 188 cm \| 82 kg \| 05-03-1950 \| Washington \| \| G \| 10 \| \| Johnson, Charles \| 183 cm \| 77 kg \| 31-03-1949 \| UC Berkeley \| \| A/C \| 52 \| \| Johnson, George T. \| 211 cm \| 93 kg \| 18-12-1948 \| Dillard \| \| A \| 34 \| \| Kendrick, Frank \| 198 cm \| 90 kg \| 11-09-1950 \| Purdue \| \| G/AP \| 23 \| \| Mullins, Jeff \| 193 cm \| 86 kg \| 18-03-1942 \| Duke \| \| C \| 44 \| \| Ray, Clifford \| 206 cm \| 104 kg \| 21-01-1949 \| Oklahoma \| \| G \| 20 \| \| Smith, Phil \| 193 cm \| 84 kg \| 22-04-1952 \| San Francisco \| \| G/AP \| 43 \| \| Wilkes, Jamaal \| 198 cm \| 86 kg \| 02-05-1953 \| UCLA \| | Allenatore - Al Attles Assistente/i - Joe Roberts - Dick D'Oliva Legenda - (C) Capitano - (FA) Free agent - (S) Sospeso - (TW) Contratto Two-way - (GL) Assegnato a squadra G League affiliata - Infortunato Roster • Transazioni · Ultima transazione: 29 maggio 1975 |                        |                    |         |        |              |               |
| Pos. | Num. | Naz.                   | Nome               | Altezza | Peso   | Data nascita | Provenienza   |
| A | 24 | Stati Uniti (bandiera) | Barry, Rick        | 201 cm  | 93 kg  | 28-03-1944   | Miami (FL)    |
| G | 21 | Stati Uniti (bandiera) | Beard, Butch       | 191 cm  | 84 kg  | 04-05-1947   | Louisville    |
| G | 22 | Stati Uniti (bandiera) | Bracey, Steve      | 185 cm  | 79 kg  | 01-08-1950   | Tulsa         |
| A/C | 32 | Stati Uniti (bandiera) | Bridges, Bill      | 198 cm  | 103 kg | 04-04-1939   | Kansas        |
| A | 40 | Stati Uniti (bandiera) | Dickey, Derrek     | 201 cm  | 99 kg  | 20-03-1951   | Cincinnati    |
| G | 15 | Stati Uniti (bandiera) | Dudley, Charles    | 188 cm  | 82 kg  | 05-03-1950   | Washington    |
| G | 10 | Stati Uniti (bandiera) | Johnson, Charles   | 183 cm  | 77 kg  | 31-03-1949   | UC Berkeley   |
| A/C | 52 | Stati Uniti (bandiera) | Johnson, George T. | 211 cm  | 93 kg  | 18-12-1948   | Dillard       |
| A | 34 | Stati Uniti (bandiera) | Kendrick, Frank    | 198 cm  | 90 kg  | 11-09-1950   | Purdue        |
| G/AP | 23 | Stati Uniti (bandiera) | Mullins, Jeff      | 193 cm  | 86 kg  | 18-03-1942   | Duke          |
| C | 44 | Stati Uniti (bandiera) | Ray, Clifford      | 206 cm  | 104 kg | 21-01-1949   | Oklahoma      |
| G | 20 | Stati Uniti (bandiera) | Smith, Phil        | 193 cm  | 84 kg  | 22-04-1952   | San Francisco |
| G/AP | 43 | Stati Uniti (bandiera) | Wilkes, Jamaal     | 198 cm  | 86 kg  | 02-05-1953   | UCLA          |

#### Risultati
| Arbitri: | Joe Gushue Earl Strom |

|                                                                           |            |                                                                                       |
| E. Hayes 29                                                               | Punti      | R. Barry 24                                                                           |
| W. Unseld 6                                                               | Assist     | R. Barry 5                                                                            |
| E. Hayes, W. Unseld 16                                                    | Rimbalzi   | C. Ray 16                                                                             |
| Chenier, Hayes, Porter, Riordan, Unseld (Haskins, Robinson, Weatherspoon) | Formazioni | Barry, Beard, Johnson, Ray, Wilkes (Bridges, Dickey, Dudley, Johnson, Mullins, Smith) |

| Arbitri: | Richie Powers Darell Garretson |

|                                                                                       |            |                                                                                    |
| R. Barry 36                                                                           | Punti      | P. Chenier 30                                                                      |
| R. Barry, C. Johnson, P, Smith 4                                                      | Assist     | K. Porter 8                                                                        |
| R. Barry 9                                                                            | Rimbalzi   | W. Unseld 20                                                                       |
| Barry, Beard, Johnson, Ray, Wilkes (Bridges, Dickey, Dudley, Johnson, Mullins, Smith) | Formazioni | Chenier, Hayes, Porter, Riordan, Unseld (Haskins, Kozelko, Robinson, Weatherspoon) |

| Arbitri: | Jake O'Donnell Don Murphy |

|                                                                                               |            |                                                                                                  |
| R. Barry 38                                                                                   | Punti      | E. Hayes 24                                                                                      |
| R. Barry 6                                                                                    | Assist     | K. Porter 6                                                                                      |
| J. Wilkes 10                                                                                  | Rimbalzi   | W. Unseld 15                                                                                     |
| Barry, Beard, Johnson, Ray, Wilkes (Bracey, Bridges, Dickey, Dudley, Johnson, Mullins, Smith) | Formazioni | Chenier, Hayes, Porter, Riordan, Unseld (DuVal, Gibbs, Haskins, Kozelko, Robinson, Weatherspoon) |

| Arbitri: | Richie Powers Manny Sokol |

|                                                                                           |            |                                                                                       |
| P. Chenier 26                                                                             | Punti      | R. Barry 20                                                                           |
| P. Chenier 11                                                                             | Assist     | R. Barry 5                                                                            |
| W. Unseld 16                                                                              | Rimbalzi   | C. Ray 11                                                                             |
| Chenier, Hayes, Porter, Riordan, Unseld (Gibbs, Haskins, Kozelko, Robinson, Weatherspoon) | Formazioni | Barry, Beard, Johnson, Ray, Wilkes (Bridges, Dickey, Dudley, Johnson, Mullins, Smith) |

| Campione NBA 1975               |
| ------------------------------- |
| Golden State Warriors 3º titolo |

#### Hall of famer
| NBA Finals | Atleta        | Squadra            | Anno |            |
| ---------- | ------------- | ------------------ | ---- | ---------- |
| Giocatore  | Elvin Hayes   | Washington Bullets | 1990 | Giocatore  |
| Giocatore  | Wes Unseld    | Washington Bullets | 1988 | Giocatore  |
| Allenatore | K.C. Jones    | Washington Bullets | 1989 | Giocatore  |
| Giocatore  | Rick Barry    | G.S. Warriors      | 1987 | Giocatore  |
| Giocatore  | Jamaal Wilkes | G.S. Warriors      | 2012 | Giocatore  |
| Allenatore | Al Attles     | G.S. Warriors      | 2019 | Allenatore |

#### MVP delle Finali
- #24 Rick Barry, Golden State Warriors.

## Squadra vincitrice

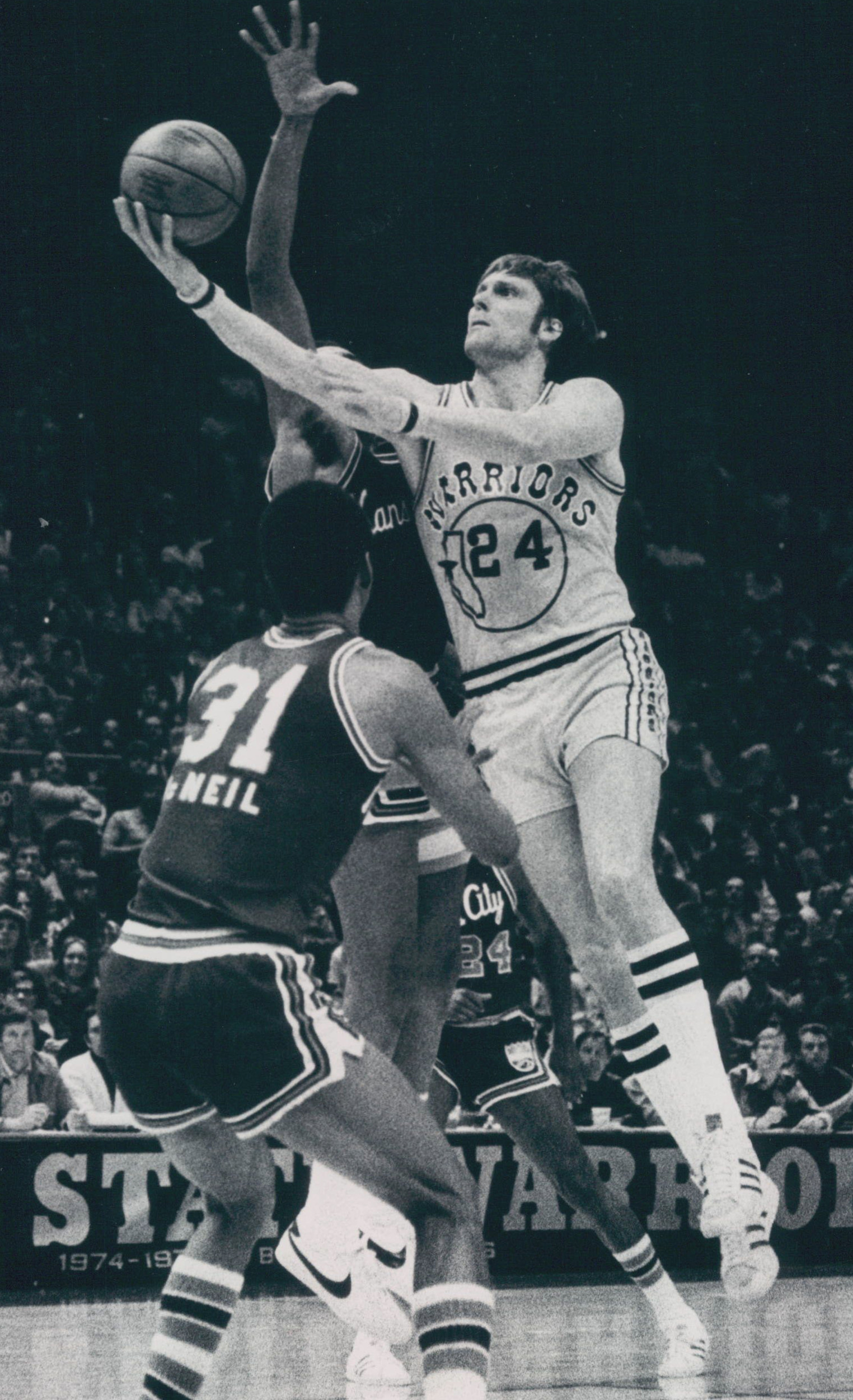
1. 24 Rick Barry, Golden State Warriors.

| N° | Naz.                   | Ruolo | Sportivo          |  | Alt. |  |
| -- | ---------------------- | ----- | ----------------- |  | ---- |  |
| 10 | Stati Uniti (bandiera) | P     | Charles Johnson   |  | 183  |  |
| 15 | Stati Uniti (bandiera) | P     | Charles Dudley    |  | 188  |  |
| 20 | Stati Uniti (bandiera) | G     | Phil Smith        |  | 193  |  |
| 21 | Stati Uniti (bandiera) | G     | Butch Beard       |  | 191  |  |
| 22 | Stati Uniti (bandiera) | P     | Steve Bracey      |  | 185  |  |
| 23 | Stati Uniti (bandiera) | G     | Jeff Mullins      |  | 193  |  |
| 24 | Stati Uniti (bandiera) | AP    | Rick Barry        |  | 201  |  |
| 32 | Stati Uniti (bandiera) | AG    | Bill Bridges      |  | 198  |  |
| 34 | Stati Uniti (bandiera) | AP    | Frank Kendrick    |  | 200  |  |
| 40 | Stati Uniti (bandiera) | AP    | Derrek Dickey     |  | 201  |  |
| 41 | Stati Uniti (bandiera) | AP    | Jamaal Wilkes     |  | 198  |  |
| 44 | Stati Uniti (bandiera) | C     | Clifford Ray      |  | 208  |  |
| 52 | Stati Uniti (bandiera) | C     | George T. Johnson |  | 212  |  |
|    | Stati Uniti (bandiera) | All.  | Al Attles         |  |      |  |

## Statistiche
Aggiornate al 3 settembre 2021.
| Categoria | Singola prestazione   | Singola prestazione               | Singola prestazione | Media       | Media           | Media | Media |
| Categoria | Giocatore             | Squadra                           | Max                 | Giocatore   | Squadra         | Media | PG    |
| --------- | --------------------- | --------------------------------- | ------------------- | ----------- | --------------- | ----- | ----- |
| Punti     | Bob McAdoo            | Buffalo Braves                    | 50                  | Bob McAdoo  | Buffalo Braves  | 37,4  | 7     |
| Rimbalzi  | Paul Silas Wes Unseld | Boston Celtics Washington Bullets | 25                  | Dave Cowens | Boston Celtics  | 16,5  | 11    |
| Assist    | Kevin Porter          | Washington Bullets                | 13                  | Dave Bing   | Detroit Pistons | 9,7   | 3     |